# Port Rumia
Port Rumia – centrum handlowe w Rumi w województwie pomorskim, w Polsce.

## Opis
Budynek centrum został oddany do użytku w roku 2007 a jego powierzchnia użytkowa wynosi 45 000 m². W 2012 przeszedł przebudowę. Obecnie centrum handlowe należy do Auchan. Centrum leży w sąsiedztwie osiedla Biała Rzeka, AquaSfera i kompleksu Porto Bianco.